# نظام معاهدة القارة القطبية الجنوبية
معاهدة القارة القطبية الجنوبية (تسمى أيضا نظام معاهدة أنتاركتيكا (ATS)) وثيقة دولية تنظم العلاقات والمصالح الدولية المتعلقة بأنتاركتيكا بين دول العالم، ومن أجل صياغة بنود المعاهدة تم في البداية تعريف القارة القطبية الجنوبية على أنها «جميع الأراضي والجرف الجليدية والجزر التي تقع جنوب خط عرض 60 درجة» .
تعتبر قارة أنتاركتيكا بحسب بنود هذه المعاهدة محمية علمية يحق لكل الدول إجراء الابحاث العلمية فيها، وتحظر المعاهدة أي استخدامات أو أنشطة عسكرية أو إنشاء أي قواعد عسكرية أو إجراء أي تجارب ذو طبيعة عسكرية أو محاولات لاستخراج المعادن والتنقيب في القارة.
تم توقيع المعاهدة في الأول من ديسمبر 1959 ، ودخلت حيز التنفيذ في عام 1961، ووقعت عليها في البداية 12 دولة من الدول التي كانت مشتركة في مشروع (السنة الجيوفيزيائية الدولية 1957-1958) وكان لها مصالح كبيرة في القارة القطبية الجنوبية في ذلك الوقت، وتطالب بملكية حصة من القارة وهي (الأرجنتين وأستراليا وبلجيكا وشيلي وفرنسا واليابان ونيوزيلندا والنرويج وجنوب إفريقيا والاتحاد السوفيتي والمملكة المتحدة والولايات المتحدة). وقد تعهدت هذه الدول بالالتزام ببنود المعاهدة من أجل السماح بإقامة الأبحاث العلمية التي تعود بالفائدة على الجميع.
يقع مقر أمانة معاهدة أنتاركتيكا في بوينس آيرس ، الأرجنتين ويبلغ عدد الدول الموقعة على المعاهدة اليوم 57 دولة.

## التاريخ

### الصراعات الدولية
أدت الصراعات الدولية المختلفة على القارة القطبية الجنوبية وتسارعها إلى بزوغ الحاجة إلى معاهدة تنظم حقوق الدول في تلك القارة . فبعد الحرب العالمية الثانية ، كانت الولايات المتحدة تنوي الاستيلاء على أنتاركتيكا. ومن 26 أغسطس 1946 وحتى بداية عام 1947 نفذت الولايات المتحدة عملية الوثب العالي، وهي أكبر قوة استكشافية عسكرية أرسلتها الولايات المتحدة إلى القارة القطبية الجنوبية ، تألفت القوة العسكرية من 13 سفينة و 4700 جندي يحملون العديد من الأجهزة والمعدات. كان الهدف من هذه العملية هو تدريب الأفراد العسكريين على وقوع حرب في القارة القطبية الجنوبية واختبار بعض المواد والمعدات في الظروف شديدة البرودة .
وقعت بعض الحوادث خلال الحرب العالمية الثانية ، كان آخرها في 1 فبراير 1952 في خليج هوب القريب من القارة القطبية الجنوبية ، عندما أطلق الجيش الأرجنتيني طلقات تحذيرية على مجموعة من البريطانيين. ردت المملكة المتحدة في 4 فبراير بإرسال سفينة حربية تحمل مجموعة من مشاة البحرية إلى مكان الحادث. في وقت سابق في فبراير عام 1948، أرسلت الأرجنتين إلى القارة القطبية الجنوبية أسطولًا من 8 سفن حربية . مما أدى إلى نشوب توتر عسكري في المنطقة انتهى بتوقيع اتفاقية بحرية بين الأرجنتين وتشيلي والمملكة المتحدة بحيث تلتزم فيها الدول الثلاث بعدم إرسال سفن حربية جنوب خط عرض 60 جنوبًا، وكانت هذه الإتفاقية يتم تجديدها سنويًا حتى عام 1961. أُلغي العمل بهذه الإتفاقية في عام 1961 بعد دخول معاهدة القارة القطبية الجنوبية حيّز التنفيذ.
في 17 يناير 1953 ، أعادت الأرجنتين استخدام ملجأ لاسالا في جزيرة ديسبشن ، وأرسلت إلى الملجأ جنديين من البحرية الأرجنتينية برتبة رقيب وعريف . في 15 فبراير، وقعت أولى المناوشات العسكرية في جزيرة ديسبشن ، عندما وصل 32 جندي من مشاة البحرية الملكية البريطانية من الفرقاطة البريطانية HMS Snipe إلى الجزيرة، وكانوا مسلحين ببنادق آلية وغاز مسيل للدموع .قام الجنود البريطانييون بأسر البحارين الإثنان الأرجنتينيين. وتم تدمير الملجأ الأرجنتيني وملجأ آخر غير مأهول لتشيلي يقع في مكان قريب . في 18 فبراير تم تسليم البحارة الأرجنتينيين إلى سفينة أرجنتينية كانت تبحر قريبا من جزر جنوب جورجيا. بقيت كتيبة الجنود البريطانية على جزيرة ديسبشن لمدة ثلاثة أشهر بينما كانت الفرقاطة البريطانية تقوم بدوريات في مياه الجزيرة حتى أبريل.
في 4 مايو 1955، رفعت المملكة المتحدة قضيتين قضائيتين ضد الأرجنتين وتشيلي على التوالي، أمام محكمة العدل الدولية لإعلان بطلان مزاعم سيادة البلدين على مناطق من أنتاركتيكا وشبه القارة القطبية الجنوبية. في 15 يوليو 1955، لم تقبل الحكومة التشيلية بتلك الدعوى بحجة أنها هذه القضية ليست من اختصاص المحكمة ، وفي 1 أغسطس حذت الحكومة الأرجنتينية حذو تشيلي وأعلنت رفضها لتلك الدعوى أيضًا لنفس السبب .

### الاتفاقيات السابقة
في 2 سبتمبر 1947 ، اِعتبر الربع الأمريكي من أنتاركتيكا (بين 24 درجة غربًا و 90 درجة غربًا) جزء من المنطقة الأمنية لمعاهدة البلدان الأمريكية للمساعدة المتبادلة ، مما ألزم أعضائه بالدفاع عنه في حالة حدوث عدوان خارجي .
في أغسطس 1948 ، اقترحت الولايات المتحدة أن تكون أنتاركتيكا تحت وصاية الأمم المتحدة باعتبارها أرضا تشرف عليها الأرجنتين وأستراليا وتشيلي وفرنسا والولايات المتحدة والمملكة المتحدة ونيوزيلندا. ومع ذلك ، رُفضت الفكرة من قبل الأرجنتين وأستراليا وتشيلي وفرنسا والنرويج.
في 28 أغسطس 1948 ، اقترحت الولايات المتحدة على المطالبين بحقوق في القارة جعل هذه القضية خاضعة لإشراف دولي ، وقد دعمت المملكة المتحدة هذا المقترح. ردت تشيلي بتقديم خطة لتعليق أي مطالبة بالقطب الجنوبي لمدة من 5 إلى 10 سنوات خلال فترة التفاوض لإيجاد حل نهائي وصيغة دولية تتفق عليها كل الأطراف ولم تُقبل هذه الخطة. خططت الولايات المتحدة لإبقاء الاتحاد السوفييتي بعيدًا عن القارة القطبية الجنوبية إلا أن هذه الخطة فشلت عندما طالب الإتحاد السوفييتي في عام 1950 بحضور الإجتماعات التي تُعقد وأنه لن يقبل أي اتفاقية عن أنتاركتيكا ما لم يكن مشاركا فيها. بين عامي 1956 و 1958 حاولت الهند دون جدوى عرض قضية أنتاركتيكا على الجمعية العامة للأمم المتحدة.

### السنة الجيوفيزيائية الدولية
في عام 1950 ، ناقش المجلس الدولي للعلوم (ICSU) إمكانية عقد السنة الجيوفيزيائية الدولية الثالثة. بناءً على اقتراح المنظمة العالمية للأرصاد الجوية ، توسعت فكرة السنة الجيوفيزيائية الدولية لتشمل كل دول العالم ، ووقعت الإتفاقية ليبدأ المشروع من 1 يوليو 1957 و 31 ديسمبر 1958. شاركت 66 دولة في اجتماعات المجلس الدولي للعلوم في ستوكهولم في الفترة من 9 إلى 11 سبتمبر 1957 من أجل الإتفاق على هذا المشروع ، وتم الإتفاق أيضا على إنشاء اللجنة الخاصة لأبحاث القطب الجنوبي (SCAR) ، ودعوة اثني عشر دولة لإجراء تحقيقات في القطب الجنوبي وإرسال مندوبين لتزويد اللجنة بالتقارير بغرض تبادل المعلومات العلمية بين الأعضاء فيما يتعلق بالقارة القطبية الجنوبية. تغيٌر اسم اللجنة الخاصة لأبحاث القطب الجنوبي لاحقًا إلى اللجنة العلمية للأبحاث في أنتاركتيكا.
أعربت كل من الأرجنتين وتشيلي عن أن الأبحاث العلمية التي ستجرى خلال السنة الجيوفيزيائية الدولية لن تكون سببا في منح أي حقوق إقليمية للمشاركين فيها وأن المنشآت التي ستقام خلال تلك السنة ينبغي تفكيكها في نهاية ذلك العام. أفاد الاتحاد السوفيتي أنه سيحتفظ بقواعده العلمية حتى الانتهاء من الدراسات التي سيتم إجراؤها بعد أن اقترحت الولايات المتحدة في فبراير 1958 تمديد الأبحاث العلمية في القطب الجنوبي لعام آخر .

### المفاوضات
أدى تزايد القواعد العلمية (الذي أدى تباعا إلى التوترات الدولية المتعلقة بأنتاركتيكا) وخطر انتشار الحرب الباردة إلى تلك القارة ، إلى قيام رئيس الولايات المتحدة دوايت أيزنهاور بعقد مؤتمر أنتاركتيكا ودعوة اثني عشر دولة نشطة في أنتاركتيكا للإجتماع خلال المؤتمر الجيوفيزيائي الدولي لتوقيع معاهدة. في المرحلة الأولى ، إلتقى ممثلو الدول الاثنتي عشرة في واشنطن ، حيث اجتمعوا في 60 جلسة من يونيو 1958 إلى أكتوبر 1959 ، لتحديد الإطار الأساسي للمفاوضات. ومع ذلك ، لم يتم التوصل إلى توافق في الآراء بشأن مسودة للمعاهدة . وفي المرحلة الثانية ، عُقد مؤتمر على أعلى مستوى دبلوماسي في الفترة من 15 أكتوبر إلى 1 ديسمبر (وهو تاريخ توقيع المعاهدة). كانت الأفكار المركزية التي حظيت بقبول كامل هي حرية البحث العلمي في أنتاركتيكا والاستخدام السلمي للقارة. ومع ذلك ، فإن تجريد القارة من السلاح والحفاظ على الوضع الراهن كما هو حظي أيضًا بالإجماع.
اتفقت الولايات المتحدة والاتحاد السوفيتي والمملكة المتحدة ونيوزيلندا في إنشاء إدارة دولية لأنتاركتيكا ، واقترحت أن تكون أنتاركتيكا تحت وصاية الأمم المتحدة. أعربت أستراليا والمملكة المتحدة عن الحاجة إلى عمليات التفتيش من قبل المراقبين ، واقترحت المملكة المتحدة استخدام الوسائل العسكرية للوظائف اللوجستية. اقترحت الأرجنتين حظر جميع التفجيرات الذرية في القارة القطبية الجنوبية مما تسبب في أزمة استمرت لفترة طويلة، حيث أن الولايات المتحدة ( إلى جانب الدول الأخرى) ، كانت تهدف فقط إلى حظر تلك التفجيرات التي تُجرى دون إشعار مسبق ودون استشارة مسبقة. أدى دعم الاتحاد السوفياتي وتشيلي للاقتراح الأرجنتيني أخيرًا إلى تراجع الولايات المتحدة عن معارضتها. كان توقيع المعاهدة أول اتفاقية للحد من التسلح في إطار الحرب الباردة.

## نصوص معاهدة القارة القطبية الجنوبية

### المادة الأولى
- تستخدم أنتاركتيكا للأغراض السلمية فقط. يحظر القيام باي أعمال أو نشاطات ذات طابع عسكري، مثل إنشاء القواعد والتحصينات العسكرية، والقيام بالمناورات العسكرية، وكذلك اختبار أي نوع من الأسلحة.
- لا تمنع هذه المعاهدة استخدام الأفراد العسكريين أو المعدات العسكرية للبحث العلمي أو لأية أغراض سلمية أخرى.

الدول التي تتمتع بوضع استشاري
الدول ذات الوضع الاستشاري ولها الحق في تقديم مطالبة إقليمية
الدول الأخرى ذات المركز الاستشاري
دول بدون مركز استشاري
الدول غير الأعضاء

### المادة الثانية
- ستستمر حرية البحث العلمي في أنتاركتيكا والتعاون من أجل لتحقيق هذه الغاية، على النحو المطبق خلال السنة الجيوفيزيائية الدولية ، مع مراعاة أحكام هذه المعاهدة.

### المادة الثالثة
من أجل تعزيز التعاون الدولي في مجال البحث العلمي في أنتاركتيكا، على النحو المنصوص عليه في المادة الثانية من هذه المعاهدة، توافق الأطراف المتعاقدة على :
(أ) تبادل المعلومات المتعلقة بخطط البرامج العلمية في أنتاركتيكا للسماح بأقصى قدر من توفير النفقات وكفاءة العمليات .
(ب) يجب تبادل العاملين العلميين في أنتاركتيكا بين البعثات والمحطات ؛
(ج) يجب تبادل الملاحظات والنتائج العلمية من القارة القطبية الجنوبية وإتاحتها مجانًا.
2. عند تنفيذ هذه المادة، يجب تشجيع إقامة علاقات عمل تعاونية مع الوكالات المتخصصة التابعة للأمم المتحدة والمنظمات الدولية الأخرى التي لها اهتمام علمي أو تقني في أنتاركتيكا.

### المادة الرابعة
ليس في هذه المعاهدة ما يفسر على أنه:
(أ) تخلي أي طرف متعاقد عن الحقوق التي أكدها سابقًا أو مطالباته بالسيادة الإقليمية في أنتاركتيكا ؛
(ب) تخلي أي طرف متعاقد أو الانتقاص منه عن أي أساس للمطالبة بالسيادة الإقليمية في أنتاركتيكا، سواء كان ذلك نتيجة لأنشطته أو لأنشطة رعاياه في أنتاركتيكا، أو غير ذلك ؛
(ج) المساس بموقف أي طرف متعاقد فيما يتعلق بالاعتراف أو عدم الاعتراف بأي حق أو مطالبة أو أساس لدولة أخرى بالسيادة الإقليمية في أنتاركتيكا.
2. لن تشكل أي أعمال أو أنشطة تحدث أثناء سريان المعاهدة الحالية أساسًا لتأكيد أو دعم أو رفض المطالبة بالسيادة الإقليمية في أنتاركتيكا أو إنشاء أي حقوق للسيادة في أنتاركتيكا. لن يتم التأكيد على أي مطالبة جديدة أو توسيع لمطالبة قائمة، بالسيادة الإقليمية في أنتاركتيكا أثناء سريان المعاهدة الحالية.

### المادة الخامسة
1. يحظر أي تفجيرات نووية في أنتاركتيكا والتخلص من النفايات المشعة. في حالة إبرام الاتفاقات الدولية المتعلقة باستخدام الطاقة النووية، بما في ذلك التفجيرات النووية والتخلص من النفايات المشعة، يحق لجميع الأطراف المتعاقدة مشاركة ممثليها في الاجتماعات المنصوص عليها في المادة التاسعة، القواعد الموضوعة بموجب هذه الاتفاقات تنطبق في أنتاركتيكا.

### المادة السادسة
تنطبق أحكام هذه المعاهدة على المنطقة الواقعة جنوب خط العرض الجنوبي بزاوية 60 درجة، بما في ذلك جميع الجروف الجليدية، ولكن ليس في هذه المعاهدة ما يمس أو يؤثر بأي شكل من الأشكال على حقوق أو ممارسة حقوق أي دولة بموجب القانون الدولي فيما يتعلق بأعالي البحار داخل تلك المنطقة.

### المادة السابعة
1. لتعزيز الأهداف وضمان مراعاة أحكام هذه المعاهدة، يحق لكل طرف متعاقد أن يكون لممثليه الحق في المشاركة في الاجتماعات المشار إليها في المادة التاسعة من هذه المعاهدة وله الحق في تعيين مراقبين لإجراء أي تفتيش. يجب أن يكون المراقبون من رعايا الأطراف المتعاقدة . يجب إرسال أسماء المراقبين إلى كل طرف متعاقد آخر له الحق في تعيين مراقبين، ويجب إرسال إشعار مماثل بإنهاء تعيينهم. يتمتع كل مراقب يتم تعيينه وفقًا لأحكام الفقرة 1 من هذه المادة بالحرية الكاملة للوصول في أي وقت إلى جميع مناطق أنتاركتيكا.
2. جميع مناطق أنتاركتيكا، بما في ذلك جميع المحطات والمنشآت والمعدات داخل تلك المناطق، وجميع السفن والطائرات في نقاط تفريغ أو نقل البضائع أو الأفراد في أنتاركتيكا، يجب أن تكون مفتوحة في جميع الأوقات للتفتيش من قبل أي مراقب معين وفقا الفقرة 1 من هذه المادة.
3. يمكن إجراء المراقبة الجوية في أي وقت فوق جميع مناطق أنتاركتيكا من قبل أي من الأطراف المتعاقدة التي لها الحق في تعيين مراقبين.
4. على كل طرف متعاقد، في الوقت الذي تدخل فيه هذه المعاهدة حيز التنفيذ، إبلاغ الأطراف المتعاقدة الأخرى بشكل مسبق عن:
  - جميع الرحلات الاستكشافية إلى القارة القطبية الجنوبية وداخلها، من جانب سفنها أو رعاياها، وجميع الرحلات الاستكشافية إلى أنتاركتيكا المنظمة في أراضيها أو القادمة من أراضيها.
  - جميع المحطات في أنتاركتيكا التي يشغلها مواطنوها.
  - أي أفراد أو معدات عسكرية تعتزم إدخالها إلى أنتاركتيكا أي دولة وفقًا للشروط المنصوص عليها في الفقرة 2 من المادة الأولى من هذه المعاهدة.

### المادة الثامنة
- من أجل تسهيل ممارسة الأفراد لوظائفهم بموجب هذه المعاهدة ، ودون المساس بمواقف الأطراف المتعاقدة فيما يتعلق بالولاية القضائية على جميع الأشخاص الآخرين في أنتاركتيكا ، والمراقبين المعينين بموجب الفقرة 1 من المادة السابعة والموظفين العلميين المتبادلين بموجب الفقرة الفرعية 1 (ب) من المادة الثالثة من المعاهدة ، فإن أعضاء الموظفين المرافقين لأي من هؤلاء الأشخاص ، يخضعون فقط للتحقيق القضائي للطرف المتعاقد الذي هم من رعاياه فيما يتعلق بجميع الأفعال التي تحدث أثناء وجودهم في أنتاركتيكا من أجل ممارسة وظائفهم.
- مع عدم الإخلال بأحكام الفقرة 1 من هذه المادة ، وريثما يتم اعتماد تدابير عملا بالفقرة الفرعية 1 (هـ) من المادة التاسعة ، فإن الأطراف المتعاقدة المعنية في أي حالة نزاع فيما يتعلق بممارسة الولاية القضائية في أنتاركتيكا عليهم أن يتشاورا على الفور معًا بهدف الوصول إلى حل مقبول للطرفين.

## أطراف المعاهدة
بحلول عام 2019 ، بلغ عدد الدول الموقعة على المعاهدة 57 دولة، تمتلك 29 دولة منها (بما في ذلك الدول الإثني عشر الأولى الموقعة على المعاهدة) حق التصويت . ومن بين الدول الـ 29 هذه هناك 7 دول تطالب بأجزاء من القارة القطبية الجنوبية على اعتبار أنها أراضي تابعة لها. كما صادقت 40 دولة موقعة على معاهدة أنتاركتيكا على «بروتوكول حماية البيئة لمعاهدة أنتاركتيكا».
| الدولة              | تاريخ التوقيع على المعاهدة | تاريخ الإنضمام إلى المعاهدة | تاريخ الحصول على منصب استشاري ( حق التصويت) |
| ------------------- | -------------------------- | --------------------------- | ------------------------------------------- |
| الأرجنتين           | Dec 1, 1959                | Jun 23, 1961                | Jun 23, 1961                                |
| أستراليا            | Dec 1, 1959                | Jun 23, 1961                | Jun 23, 1961                                |
| النمسا              |                            | Aug 25, 1987                |                                             |
| روسيا البيضاء       |                            | Dec 27, 2006                |                                             |
| بلجيكا              | Dec 1, 1959                | Jul 26, 1960                | Jun 23, 1961                                |
| البرازيل            |                            | مايو 16, 1975               | Sep 27, 1983                                |
| بلغاريا             |                            | Sep 11, 1978                | Jun 5, 1998                                 |
| كندا                |                            | مايو 4, 1988                |                                             |
| تشيلي               | Dec 1, 1959                | Jun 23, 1961                | Jun 23, 1961                                |
| الصين               |                            | Jun 8, 1983                 | Oct 7, 1985                                 |
| كولومبيا            |                            | Jan 31, 1989                |                                             |
| كوبا                |                            | Aug 16, 1984                |                                             |
| جمهورية التشيك      |                            | Jan 1, 1993                 | Apr 1, 2014                                 |
| الدنمارك            |                            | مايو 20, 1965               |                                             |
| الإكوادور           |                            | Sep 15, 1987                | Nov 19, 1990                                |
| إستونيا             |                            | مايو 17, 2001               |                                             |
| فنلندا              |                            | مايو 15, 1984               | Oct 20, 1989                                |
| فرنسا               | Dec 1, 1959                | Sep 16, 1960                | Jun 23, 1961                                |
| ألمانيا             |                            | Feb 5, 1979                 | Mar 3, 1981                                 |
| اليونان             |                            | Jan 8, 1987                 |                                             |
| غواتيمالا           |                            | Jul 31, 1991                |                                             |
| المجر               |                            | Jan 27, 1984                |                                             |
| آيسلندا             |                            | Oct 13, 2015                |                                             |
| الهند               |                            | Aug 19, 1983                | Sep 12, 1983                                |
| إيطاليا             |                            | Mar 18, 1981                | Oct 5, 1987                                 |
| اليابان             | Dec 1, 1959                | Aug 4, 1960                 | Jun 23, 1961                                |
| كازاخستان           |                            | Jan 27, 2015                |                                             |
| ماليزيا             |                            | Oct 31, 2011                |                                             |
| موناكو              |                            | مايو 31, 2008               |                                             |
| منغوليا             |                            | Mar 23, 2015                |                                             |
| هولندا              |                            | Mar 30, 1967                | Nov 19, 1990                                |
| نيوزيلندا           | Dec 1, 1959                | Nov 1, 1960                 | Jun 23, 1961                                |
| كوريا الشمالية      |                            | Jan 21, 1987                |                                             |
| النرويج             | Dec 1, 1959                | Aug 24, 1960                | Jun 23, 1961                                |
| باكستان             |                            | Mar 1, 2012                 |                                             |
| بابوا غينيا الجديدة |                            | Mar 16, 1981                |                                             |
| بيرو                |                            | Apr 10, 1981                | Oct 9, 1989                                 |
| بولندا              |                            | Jun 8, 1961                 | Jul 29, 1977                                |
| البرتغال            |                            | Jan 29, 2010                |                                             |
| رومانيا             |                            | Sep 15, 1971                |                                             |
| روسيا               | Dec 1, 1959                | Nov 2, 1960                 | Jun 23, 1961                                |
| سلوفاكيا            |                            | يناير 1, 1993               |                                             |
| سلوفينيا            |                            | أبريل 22, 2019              |                                             |
| جنوب إفريقيا        | Dec 1, 1959                | Jun 21, 1960                | Jun 23, 1961                                |
| كوريا الجنوبية      |                            | Nov 28, 1986                | Oct 9, 1989                                 |
| إسبانيا             |                            | Mar 31, 1982                | Sep 21, 1988                                |
| السويد              |                            | Apr 24, 1984                | Sep 21, 1988                                |
| سويسرا              |                            | Nov 15, 1990                |                                             |
| تركيا               |                            | Jan 24, 1996                |                                             |
| أوكرانيا            |                            | Oct 28, 1992                | Jun 4, 2004                                 |
| المملكة المتحدة     | Dec 1, 1959                | مايو 31, 1960               | Jun 23, 1961                                |
| الولايات المتحدة    | Dec 1, 1959                | Aug 18, 1960                | Jun 23, 1961                                |
| أوروغواي            |                            | Jan 11, 1980                | Oct 7, 1985                                 |
| فنزويلا             |                            | مايو 24, 1999               |                                             |